# Ricardo Clarke
Ricardo Clarke (Ciudad de Panamá, 27 de septiembre de 1992) es un futbolista panameño. Juega como delantero y su equipo actual es el San Francisco FC de la Liga Panameña de Fútbol.

## Trayectoria
Debutó en 2011 en Sporting San Miguelito y llamó la atención de los ojeadores del Wellington Phoenix, que en 2012 lo adquirió a préstamo con opción de compra como reemplazo por la lesión de Dani Sánchez. Al recuperarse éste, se le rescindió el contrato y regresó al Sporting San Miguelito panameño.

### Zamora
En 2013 fue transferido al Zamora Fútbol Club de Venezuela. Con el club jugó la Copa Libertadores 2014, Copa Libertadores 2015, Copa Sudamericana 2015, Copa Sudamericana 2016 y Copa Libertadores 2017.

### Boavista
El 3 de julio de 2017 se confirmó su fichaje al Boavista Futebol Clube, firmó por 3 temporadas.

## Selección nacional

### Selección absoluta
Debutó 18 de febrero de 2016 en la victoria contra el  El Salvador. 

### Participaciones en selección nacional
| Copa          | Categoría | Sede           | Resultado        | Partidos | Goles |
| ------------- | --------- | -------------- | ---------------- | -------- | ----- |
| Copa Oro 2017 | Mayor     | Estados Unidos | Cuartos de final | 1        | 0     |

## Clubes
| Club                   | País          | Año           | PJ  | Goles |
| ---------------------- | ------------- | ------------- | --- | ----- |
| Sporting San Miguelito | Panamá        | 2011-2013     | 33  | 12    |
| Wellington Phoenix     | Nueva Zelanda | 2012-2013     | 2   | 0     |
| Zamora F. C.           | Venezuela     | 2013-2017     | 116 | 31    |
| Boavista F. C.         | Portugal      | 2017-2018     | 2   | 0     |
| Club Nacional          | Paraguay      | 2018          | 2   | 1     |
| Club Guarani           | Paraguay      | 2019          | 3   | 0     |
| Club The Strongest     | Bolivia       | 2019          | 10  | 1     |
| Sporting San Miguelito | Panamá        | 2020-2021     | 29  | 6     |
| CD Plaza Amador        | Panamá        | 2022-2023     | 65  | 13    |
| San Francisco FC       | Panamá        | 2024-presente | 0   | 0     |

## Palmarés
| Título                        | Club                   | País      | Año     |
| ----------------------------- | ---------------------- | --------- | ------- |
| Torneo Clausura               | Sporting San Miguelito | Panamá    | 2013    |
| Torneo Clausura               | Zamora Fútbol Club     | Venezuela | 2013    |
| Primera División de Venezuela | Zamora Fútbol Club     | Venezuela | 2012/13 |
| Torneo Clausura               | Zamora Fútbol Club     | Venezuela | 2014    |
| Primera División de Venezuela | Zamora Fútbol Club     | Venezuela | 2013/14 |
| Torneo Adecuacion             | Zamora Fútbol Club     | Venezuela | 2015    |
| Torneo Apertura               | Zamora Fútbol Club     | Venezuela | 2016    |
| Primera División de Venezuela | Zamora Fútbol Club     | Venezuela | 2016    |